# Computer-aided design

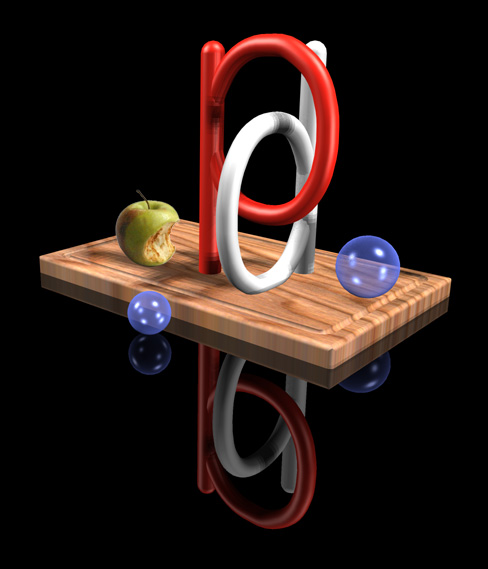
Afbeelding met AutoCAD gemaakt

Computer-aided design CAD is het ontwerpen van onder meer constructies en apparaten met behulp van computerprogramma's. Het acroniem CAD stond oorspronkelijk voor computer-aided drafting, maar is nadien veranderd in computer-aided design, vrij vertaald in het Nederlands betekent dit laatste met behulp van de computer ontwerpen of korter computerondersteund ontwerpen.
CAD wordt toegepast in diverse vakgebieden waaronder de architectuur, ook wel computer-aided architectural design CAAD, bouwkunde, landmeetkunde, civiele techniek, stedenbouwkunde, werktuigbouwkunde, elektrotechniek en elektronica, staalbouw, wegenbouwkunde, topografie, industriële vormgeving en archeologie.
Er wordt onderscheid gemaakt tussen 2D-, 2½D- en 3D-systemen. De 2D-systemen worden gebruikt om technische tekeningen te maken, de 2½D-systemen zijn daarop een uitbreiding met diepte voor CNC-gestuurde machines, een onderdeel van Computer-aided manufacturing CAM. De 3D-systemen werken met draadmodellen en constructieve ruimtemeetkunde. Met deze laatst genoemde kunnen dan bij sommige implementaties ook weer min of meer volledige 2D-tekeningen worden gegenereerd.
De meeste CAD-systemen werken of zijn compatibel met het DWG-formaat, DraWinG of .DXF (Drawing Exchange Format) van Autodesk.
In de bouwkunde en installatietechniek is de volgende stap in CAD-tekensystemen, na het 3D-systeem, het BIM: Building Information Model of bouwwerkinformatiemodel. Er kunnen daarbij aan 3D-objecten meer gegevens worden gekoppeld. Een onafhankelijk uitwisselingsformaat voor BIM's is het Industry Foundation Classes (IFC-formaat). Deze bestanden worden nu alleen nog in bouwkundige programma's gebruikt als Revit, ARCHICAD of Bentley AecoSim Building Designer. In applicaties voor civiele techniek is het uitwisselingsformaat LandXML en vanaf juni 2018 heeft de Nederlandse overheid besloten om de NLCS op te nemen in de ‘Pas toe of leg uit’ lijst van Forum Standaardisatie. Hierdoor wordt het voor Nederlandse overheden ‘verplicht’ om de NLCS toe te passen. NLCS wordt nu gebruikt in civiele applicaties als NedInfra.

## Publicaties
- Johan Blaauwendraad, CAD/CAM, breed gezien: van schot naar scherm, 1987. in Termen en Schermen. Diesrede TU Delft, 13 januari 1987, met een verwijzing naar een pdf voor de hele rede